# ジョーダン・タウフア
ジョーダン・タウフア（Jordan Taufua、1992年1月29日 - ）は、プロD2、スタッド・ニソワに所属するラグビーユニオン選手。

## プロフィール
- ニュージーランド・オークランド出身[1]。
- ポジションはフランカー(FL)、ナンバーエイト(No.8)。
- 身長 185cm、体重 115kg
- U20サモア代表・U20ニュージーランド代表共に選ばれたことがある[2]。
- オールブラックスに召集されたことがある[3]。
- サモア代表キャップは6(2024年10月現在）でワールドカップ2023のサモア代表に選ばれた[4]。

## 略歴
カンダベリー、タスマン、クルセイダーズ、カウンティー・マヌカウ、タスマン、レスター・タイガース、リヨンOUを経て、2024年、スタッド・ニソワに加入。